# المجمع المغلق 1304-1305
المجمع المغلق 1304-1305 هو المجمع الموكول بانتخاب بابا الكنيسة الكاثوليكية الجديد بعد استقالة البابا. انعقد مجمع الكرادلة لانتخاب البابا الجديد بدءًا من
10 يوليو 1304 وانتهى في 5 يونيو 1305. انتُخبَ كليمنت الخامس ليكون البابا الجديد للكنيسة.